# درجة حرارة
درجة حرارة هي كمية فيزيائية تعبر عن السخونة أو البرودة. يتم قياس درجة الحرارة باستخدام مقياس الحرارة. وهو يعكس متوسط الطاقة الحركية للذرات المهتزة والمتصادمة التي تشكل المادة.
تتم معايرة موازين الحرارة بمقاييس مختلفة لدرجة الحرارة والتي اعتمدت تاريخيًا في تعريفها على نقاط مرجعية مختلفة ومواد لقياس الحرارة. المقاييس الأكثر شيوعًا هي المقياس المئوية (C)، ومقياس فهرنهايت (F)، ومقياس كلفن (K)، ويستخدم الأخير في الغالب للأغراض العلمية. الكلفن هو أحد الوحدات الأساسية السبع في نظام الوحدات الدولي (SI).
الصفر المطلق، أي صفر كلفن أو 273.15- درجة مئوية، هو أدنى نقطة في مقياس درجة الحرارة الديناميكي الحراري. من الناحية التجريبية، يمكن الاقتراب من درجة الصفر المطلق ولكن لا يمكن الوصول إليها فعليًا، وفقًا للقانون الثالث للديناميكا الحرارية. من المستحيل استخراج الطاقة كحرارة من الجسم عند درجة الحرارة تلك.
تعتبر درجة الحرارة مهمة في جميع مجالات العلوم الطبيعية، بما في ذلك الفيزياء والكيمياء وعلوم الأرض وعلم الفلك والطب والأحياء والبيئة وعلوم المواد والمعادن والهندسة الميكانيكية والجغرافيا وكذلك معظم جوانب الحياة اليومية.

## وحدات قياس الحرارة
- الكلفن هو المقياس المعتمد من قبل المنظومة العالمية SI وهو مقياس كثير الاستعمال في الميادين العلمية.[1] يجب استخدامه إذا أردت حساب نسب من درجة الحرارة.
- السيليزية C (درجة مئوية) وهو المقياس الرئيسي المعتمد في حياتنا اليومية في غالبية دول العالم.[2]
- الفهرنهايت F وهو المقياس المعتمد في الولايات المتحدة الأمريكية.
- درجة الحرارة المطلقة وهي كلفن.

## سعة حرارية
عندما تنتقل الطاقة من الجسم أو إلية في صورة حرارة فقط فإن حالة الجسم تتغير. يعتمد مقدار التغير على المحيط والجدران التي تفصل بين الأجسام. يشمل هذا التغير التفاعلات الكيميائية، زيادة الضغط، زيادة درجة الحرارة وتغير الطور. لكل نوع تغير هناك سعة حرارية وهي النسبة بين الحرارة المنتقلة إلى مقدار التغير في هذه الخاصية. على سبيل المثال، فإذا كان التغير عبارة عن زيادة في درجة الحرارة عند ثبوت الحجم مع عدم وجود تغير في الطور أو تغيرات كيميائية فإنه ينتج عنه ارتفاع في درجة حرارة الجسم وزيادة الضغط. مقدار الحرارة المنتقلة ΔQ مقسومة على التغير في درجة الحرارة ΔT ينتج عنه CV وهي السعة الحرارية للجسم عند ثبوت الحجم.
{\displaystyle C_{V}={\frac {\Delta Q}{\Delta T}}}
إذا تم قياس السعة الحرارية لكمية مادة، فإن السعة الحرارية هي مقدار الحرارة اللازمة لزيادة درجة الحرارة بمقدار درجة واحدة لوحدة الكتلة. على سبيل المثال لرفع درجة حرارة الماء درجة واحدة كلفن فإننا نحتاج إلى كمية حرارة مقدارها 4186 جول لكل كجم.
{\displaystyle C_{V}={\frac {\Delta Q}{\Delta T}}}

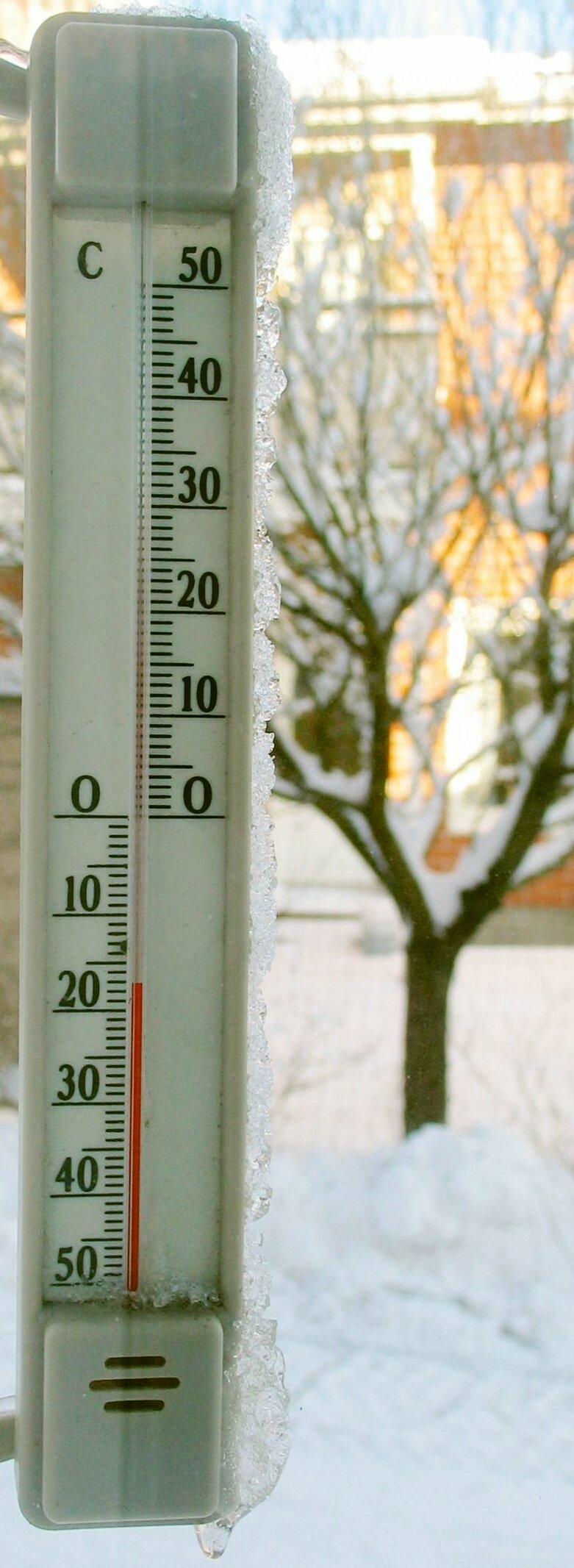
ترمومتر بمقياس سليزيوس لقياس درجة الحرارة بفصل الشتاء وهي -17 درجة سليزيوس

يتم قياس درجة الحرارة باستخدام مقياس الحرارة والذي يعود استخدامه للقرن الثامن عشر عندما قام غابرييل فهرنهايت بتكييف مقياس الحرارة ومقياسه وتم تطويره بواسطة أوول رومر. ما زال مقياس فهرنهيت مستخدم في الولايات المتحدة الأمريكية للتطبيقات غير العملية.
يتم قياس درجة الحرارة باستخدام مقياس الحرارة الذي تتم معايرته إلى مقاييس مختلفة. في معظم أنحاء العالم يتم معايرته طبقا لمقياس السليزيوس.يقيس معظم العلماء درجة الحرارة بمقياس سليزيوس ودرجة حرارة الديناميكا الحرارية بمقياس كلفن ( 0K = −273.15°C أو درجة الصفر المطلق).

### وحدات
إن الوحدة الأساسية لدرجة الحرارة في النظام الدولي للوحدات هي الكلفن يرمز لها بالرمز K.
يمكننا استخدام السليزيوس لكل التطبيقات اليومية حيث تشير درجة 0 سليزيوس إلى درجة تجمد الماء بينما تشير 100 درجة سليزيوس إلى درجة غليان الماء عند مستوى سطح البحر. حيث أنه هناك قطرات من السائل تكون متواجدة في السحب عند درجات حرارة أقل من 0 سليزيوس فإننا نشير إلى 0 سلزيوس أنه درجة الحرارة التي يبدأ الثلج عندها في الذوبان.
يتم تعريف مقياس كلفن وسليزيوس بنقطتين ثابتتين وهما الصفر المطلق والنقطة الثلاثية حسب معايير فيينا لمياه المحيط. الصفر المطلق هو 0 كلفن ويساوي -273.15 سليزيوس. النقطة الثلاثية للماء هي نقطة الطاقة الصفرية. تعرف المادة التي تكون في الحالة الأرضية لها بدرجة حرارة 273.16 كلفن و 0.01 سليزيوس.
في الولايات المتحدة، فإن مقياس فهرنهايت واسع الانتشار. في هذا المقياس فإن درجة تجمد الماء تساوي 32 قهرنهايت ونقطة الغليان تساوي 212 فهرنهايت. ما زال مقياس رانكن يستخدم في الهندسة الكيميائية في الولايات المتحدة.

#### تحويل
الجدول الآتي يبين التحويل بين المقاييس المختلفة لدرجات الحرارة.
|          | من سليزيوس                   | إلى سليزيوس                  |
| -------- | ---------------------------- | ---------------------------- |
| فهرنهايت | [°F] = [°C] × 9⁄5 + 32       | [°C] = ([°F] − 32) × 5⁄9     |
| كلفن     | [K] = [°C] + 273.15          | [°C] = [K] − 273.15          |
| رانكن    | [°R] = ([°C] + 273.15) × 9⁄5 | [°C] = ([°R] − 491.67) × 5⁄9 |
| ديلايسل  | [°De] = (100 − [°C]) × 3⁄2   | [°C] = 100 − [°De] × 2⁄3     |
| نيوتن    | [°N] = [°C] × 33⁄100         | [°C] = [°N] × 100⁄33         |
| ريومور   | [°Ré] = [°C] × 4⁄5           | [°C] = [°Ré] × 5⁄4           |
| رومر     | [°Rø] = [°C] × 21⁄40 + 7.5   | [°C] = ([°Rø] − 7.5) × 40⁄21 |

### نظرية حركة الغازات

فهم تأثير درجة الحرارة على الغاز يمكن توضيحها نظريا من نظرية الحركة للغازات

قام كل من ماكسويل وبولتزمان بتطوير نظرية الحركة لفهم درجة حرارة الغازات. توضح هذه النظرية أيضا قانون الغاز المثالي والسعة الحرارية للغازات النبيلة.
يعتمد قانون الغاز المثالي على العلاقة بين الضغط p والحجم v ودرجة الحرارة T. نص قانون الغاز المثالي:
{\displaystyle pV=nRT\,\!}

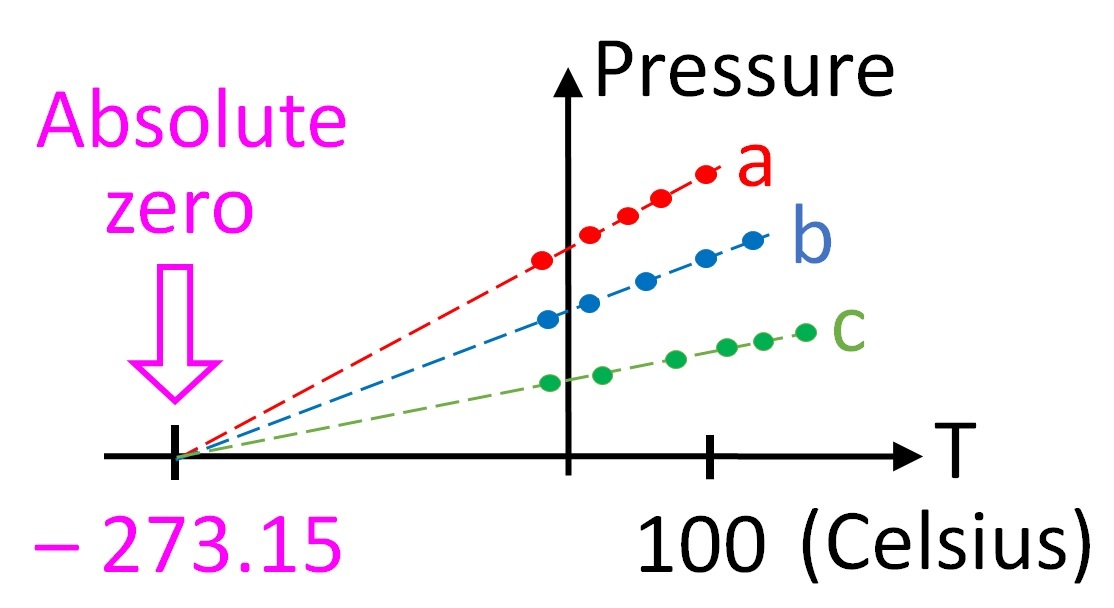
رسم بياني بين الضغط ودرجة الحرارة لثلاث أنوع من الغازات.

حيث n هي عدد مولات الغاز بينما R هي ثابت الغاز ويساوي 1- R = 8.3144598(48) J⋅mol−1⋅K.
يمكننا قانون الغاز المثالي من قياس درجة حرارة الغاز بالمقياس المطلق باستخدام مقياس حرارة الغاز. يمكن تعريف درجة الحرارة أنها الضغط بالبساكل لواحد مول من الغاز في وعاء حجمه 1 متر مكعب مقسوما على ثابت الغاز.
تفترض نظرية الحركة أن الضغط ينشأ عن القوة الناتجة عن حركة الذرات واصطدامها بجدران الوعاء وعليه قام بولتزمان باستنتاج أن كل الطاقة تكون ناتجة عن الطاقة الحركية. ومن هذا فإن دالة توزيع الاحتمال ،متوسط طاقة الحركة، للغاز المثالي:
{\displaystyle E_{\text{k}}={\frac {1}{2}}mv_{\mathrm {rms} }^{2}={\frac {3}{2}}kT\,,}
حيث K هو ثابت بولتزمان وهو خارج قسمة ثابت الغاز المثالي على عدد أفوجادرو، vrms هو جذر مربع السرعة المتوسطة. يوضح قانون الغاز المثالي أن الطاقة الداخلية تتناسب طريدا مع درجة الحرارة.

### القانون الصفري في الديناميكا الحرارية
عند حدوث اتصال بين جسمين فإن هناك انتقال للطاقة بين الجمسين في صورة حرارة من الجسم الساخن إلى الجسم البارد إلى أن يصل كلاهما إلى حالة الإتزان الحراري حيث يتوقف انتقال الحرارة بين الجسمين وتصبح حالة الجسمين ثابتة.
ينص القانون الصفري للديناميكا الحرارية على أنه إذا كان هناك جسمين في توازن حراري مع جسم ثالث فإن الجسمين يكونان في حالة إتزان مع بعضهما البعض.

### القانون الثاني للديناميكا الحرارية
في الفقرة السابقة فإنه تم تعريف خاصية محددة لدرجة الحرارة بالقانون الصفري. يمكننا أيضا تعريف درجة الحرارة بالقانون الثاني للديناميكا الحرارية الذي يتعامل مع الإنتروبيا. ينص القانون الثاني أنه لأي أجراء يكون هناك زيادة في الإنتروبيا أو على الأقل تظل ثابتة.
لقد تم التوضيح سابقا ان درجة الحرارة تتحكم في انتقال الحرارة بين نظامين وقد تم التوضيح أن هناك دائما زيادة في الإنتروبي. إنه من المتوقع أن هناك علاقة بين درجة الحرارة والإنتروبيا. ولكي نجد هذه العلاقة فإننا أولاً نجد العلاقة بين الحرارة، الشغل ودرجة الحرارة. المحرك الحراري هو جهاز لتحويل الطاقة الحرارية إلى طاقة ميكانيكية. الشغل الناتج من المحرك الحراري يمكن حسابه من حساب الفرق بين الحرارة الداخلة إليه عند درجة حرارة عالية qH والحرارة المهدرة عند درجة الحرارة المنخفضة qC. كفاءة المحرك يتم حسابها من العلاقة:
{\displaystyle {\textrm {efficiency}}={\frac {w_{cy}}{q_{H}}}={\frac {q_{H}-q_{C}}{q_{H}}}=1-{\frac {q_{C}}{q_{H}}}\,\,\,\,\,\,\,\,\,\,\,\,\,\,\,\,\,\,\,\,\,\,\,\,\,\,\,\,\,\,\,\,\,\,\,\,\,\,\,\,\,(4)}
حيث wcy هو الشغل لكل دورة. تعتمد الكفاءة على qC/qH. ولأن qC و qH يعبران عن الحرارة المنتقلة عند درجات الحرارة Tc و TH على التوالي، فإن qC/qH هي دالة في درجات الحرارة.
{\displaystyle {\frac {q_{C}}{q_{H}}}=f(T_{H},T_{C})\,\,\,\,\,\,\,\,\,\,\,\,\,\,\,\,\,\,\,\,\,\,\,\,\,\,\,\,\,\,\,\,\,\,\,\,\,\,\,\,\,\,\,\,\,\,\,\,\,\,\,\,\,\,\,\,\,\,\,\,\,\,\,\,\,\,\,\,\,\,\,\,\,\,\,\,\,\,\,\,\,\,\,\,\,\,\,\,\,\,\,\,\,\,\,\,\,\,(5)}
تنص نظرية كارنو على أنه كل المحركات التي تعمل بين نفس درجات الحرارة لها نفس الكفاءة. لذلك فإن المحرك الحراري الذي يعمل بين T1 و T3 يجب أن يكون له نفس الكفاءة عندما يعمل بين دورتين أحدها بين T1 و T2 والأخرى بين T2 و T3.
{\displaystyle q_{13}={\frac {q_{1}q_{2}}{q_{2}q_{3}}}}
{\displaystyle q_{13}=f(T_{1},T_{3})=f(T_{1},T_{2})f(T_{2},T_{3})}
{\displaystyle {\frac {q_{C}}{q_{H}}}={\frac {T_{C}}{T_{H}}}\,\,\,\,\,\,\,\,\,\,\,\,\,\,\,\,\,\,\,\,\,\,\,\,\,\,\,\,\,\,\,\,\,\,\,\,\,\,\,\,\,\,\,\,\,\,\,\,\,\,\,\,\,\,\,\,\,\,\,\,\,\,\,\,\,\,\,\,\,\,\,\,\,\,\,\,\,\,\,\,\,\,\,\,\,\,\,\,\,\,\,\,\,\,\,\,\,\,\,\,\,\,\,\,\,\,\,\,\,\,\,\,\,\,\,\,\,(6)}
بالتعويض عن المعادلة رقم 4 في المعادلة رقم 2:
{\displaystyle {\textrm {efficiency}}=1-{\frac {q_{C}}{q_{H}}}=1-{\frac {T_{C}}{T_{H}}}\,\,\,\,\,\,\,\,\,\,\,\,\,\,\,\,\,\,\,\,\,\,\,\,\,\,\,\,\,\,\,\,\,\,\,\,\,\,\,\,\,\,\,\,\,\,\,\,\,\,\,\,\,\,\,\,\,\,\,\,\,\,\,\,\,(7)}
عند TC = 0 K فإن الكفاءة تكون 100% وتكون أكبر من 100% عندما تكون أقل من صفر كلفن ولكن هذا يتعارض مع القانون الأول حيث أنه أقل درجة حرارة هي الصفر الكلفن.
{\displaystyle {\frac {q_{H}}{T_{H}}}-{\frac {q_{C}}{T_{C}}}=0}
الإشارة السالبة تشير أن الحرارة تكون مطرودة من النظام. هذه العلاقة ينتج عنها دالة S :
{\displaystyle dS={\frac {dq_{\mathrm {rev} }}{T}}\,\,\,\,\,\,\,\,\,\,\,\,\,\,\,\,\,\,\,\,\,\,\,\,\,\,\,\,\,\,\,\,\,\,\,\,\,\,\,\,\,\,\,\,\,\,\,\,\,\,\,\,\,\,\,\,\,\,\,\,\,\,\,\,\,\,\,\,\,\,\,\,\,\,\,\,\,\,\,\,\,\,\,\,\,\,\,\,\,\,\,\,\,\,\,\,\,\,\,\,\,\,\,\,\,\,\,\,\,\,\,\,\,\,\,\,(8)}
التغير في هذه الحالة حول نفس الدورة تكون صفر.
{\displaystyle T={\frac {dq_{\mathrm {rev} }}{dS}}\,\,\,\,\,\,\,\,\,\,\,\,\,\,\,\,\,\,\,\,\,\,\,\,\,\,\,\,\,\,\,\,\,\,\,\,\,\,\,\,\,\,\,\,\,\,\,\,\,\,\,\,\,\,\,\,\,\,\,\,\,\,\,\,\,\,\,\,\,\,\,\,\,\,\,\,\,\,\,\,\,\,\,\,\,\,\,\,\,\,\,\,\,\,\,\,\,\,\,\,\,\,\,\,\,\,\,\,\,\,\,\,\,\,\,\,\,\,\,(9)}
{\displaystyle {T}^{-1}={\frac {d}{dE}}S(E)\,\,\,\,\,\,\,\,\,\,\,\,\,\,\,\,\,\,\,\,\,\,\,\,\,\,\,\,\,\,\,\,\,\,\,\,\,\,\,\,\,\,\,\,\,\,\,\,\,\,\,\,\,\,\,\,\,\,\,\,\,\,\,\,\,\,\,\,\,\,\,\,\,\,\,\,\,\,\,\,\,\,\,\,\,\,\,\,\,\,\,\,\,\,\,\,\,\,\,\,\,\,\,\,\,(10)}

## اقرأ أيضا
- معدل الحرارة
- قانون بويل
- درجة حرارة بويل
- قوانين الغازات
- ديناميكا حرارية
- تنوع درجات الحرارة مع اختلاف الوقت في اليوم
- روثالبي